# Aristolochia utriformis
Aristolochia utriformis är en piprankeväxtart som beskrevs av S.M. Hwang. Aristolochia utriformis ingår i släktet piprankor, och familjen piprankeväxter. Inga underarter finns listade i Catalogue of Life.